# Johan Liiva
Johan Patrik Mattias Liiva es un vocalista sueco de metal extremo, miembro fundador de la banda de melodic death metal Arch Enemy, así como miembro de Carnage, Furbowl, y NonExist. Actualmente trabaja como vocalista con Hearse.

## Historia
Johan Liiva fundó Carnage con su amigo Michael Amott en 1988, y apareció en el demo de "The Day Man Lost", pero dejó la banda antes de su debut en 1990. Se fue para formar Furbowl siendo guitarrista/vocalista, con Max Thornell en la batería. La banda lanzó su álbum debut Those Shredded Dreams como dos en uno en 1992. Incluía solos hechos por Michael Amott. Luego Furbowl agregó un nuevo guitarrista, Nicklas Stenemo, y lanzó su segundo álbum The Autumn Years en 1994 con Black Mark Productions, pero el proyecto no duró mucho. En 2000 decide dejar a Arch Enemy dejando tres discos de estudio y uno en directo como su legado.
Actualmente está centrado junto con Johan Reinholdz en NonExist. En 2019 se reúne con los miembros fundadores de Arch Enemy, Michael Amott, Christopher Amott, Daniel Erlandsson, además del bajista actual de la banda, Sharlee D'Angelo, para editar un recopilatorio bajo el nombre de Black Earth. El disco, titulado Path Of The Immortal contiene, además de canciones clásicas de los tres primeros trabajos del grupo, dos nuevos temas, todos ellos cantados por Johan Liiva. Este disco supone la primera colaboración con sus excompañeros desde el trabajo Burning Bridges en 1999.

## Discografía
Furbowl:
Those Shredded Dreams (1992)
The Autumn Years (1994)
Arch Enemy:
Black Earth (1996).
Stigmata, (1998).
Burning Bridges (1999)
Black Earth:
Path Of The Immortal (2019)
NonExist:
Deus Deceptor (2002).
From My Cold Dead Hands (2012)
- Datos: Q2314820
- Multimedia: Johan Liiva / Q2314820